# ویکتور بورشچ
ویکتور بورشچ (روسی: Виктор Николаевич Борщ؛ زادهٔ ۹ سپتامبر ۱۹۴۸) بازیکن والیبال اهل روسیه است.